# Liborio Sánchez
Liborio Vicente Sánchez Ledezma (ur. 9 października 1989 w Guadalajarze) – meksykański piłkarz występujący na pozycji bramkarza, od 2025 roku zawodnik gwatemalskiej Aurory.

## Kariera klubowa
Sánchez pochodzi z Guadalajary i jest wychowankiem akademii juniorskiej tamtejszego klubu Chivas de Guadalajara, w której zaczął trenować jako trzynastolatek. W wieku osiemnastu lat został włączony do treningów pierwszego zespołu przez szkoleniowca José Manuela de la Torre w roli trzeciego bramkarza drużyny, jednak początkowo występował wyłącznie w drugoligowych rezerwach drużyny – CD Tapatío. Szansę występów otrzymał dopiero w kwietniu 2010, z powodu niedyspozycji konkurentów – Luis Michel udał się na zgrupowanie reprezentacji, natomiast Víctor Hugo Hernández doznał kontuzji. W meksykańskiej Primera División zadebiutował za kadencji trenera José Luisa Reala, 17 kwietnia 2010 w przegranym 0:2 spotkaniu derbowym z Atlasem. W tym samym roku, już jednak jako rezerwowy dla Michela, dotarł z Chivas do finału najbardziej prestiżowych rozgrywek południowoamerykańskiego kontynentu – Copa Libertadores.
Latem 2010 Sánchez, bezskutecznie walcząc o miejsce między słupkami Chivas, udał się na roczne wypożyczenie do drugoligowego Tiburones Rojos de Veracruz. Tam od razu został podstawowym golkiperem zespołu i podczas jesiennych rozgrywek Apertura 2010 znacząco pomógł swojemu klubowi w dotarciu do dwumeczu finałowego rozgrywek Liga de Ascenso. W lipcu 2011 został wypożyczony po raz kolejny, tym razem do występującego w najwyższej klasie rozgrywkowej Querétaro FC, którego barwy również reprezentował przez dwanaście miesięcy, będąc pierwszym bramkarzem i pewnym punktem swojej ekipy. Po powrocie do Chivas jego sytuacja jako zmiennika Michela nie uległa jednak zmianie, wobec czego w styczniu 2013, już na zasadzie transferu definitywnego, powrócił do Querétaro. Tym razem był jednak wyłącznie drugim bramkarzem, przegrywając rywalizację najpierw z Sergio Garcíą, a następnie z Edgarem Hernándezem.
W styczniu 2014 Sánchez na zasadzie wypożyczenia zasilił drugoligowy Delfines del Carmen z miasta Ciudad del Carmen, gdzie spędził pół roku jako podstawowy golkiper, po czym klub ten został rozwiązany, a on sam został wypożyczony do grającego w pierwszej lidze Deportivo Toluca. Tam występował z kolei dwa lata, nie odnosząc większych sukcesów i wyłącznie jako rezerwowy dla reprezentanta kraju Alfredo Talavery, po czym udał się na wypożyczenie do ekipy Chiapas FC z miasta Tuxtla Gutiérrez.
| Sezon     | Klub                        | Kraj   | Rozgrywki  | Mecze | Bramki |
| --------- | --------------------------- | ------ | ---------- | ----- | ------ |
| 2007/2008 | CD Tapatío                  | Meksyk | Ascenso MX | 12    | 0      |
| 2008/2009 | CD Tapatío                  | Meksyk | Ascenso MX | 9     | 0      |
| 2009/2010 | Chivas de Guadalajara       | Meksyk | Liga MX    | 4     | 0      |
| 2010/2011 | Tiburones Rojos de Veracruz | Meksyk | Ascenso MX | 29    | 0      |
| 2011/2012 | Querétaro FC                | Meksyk | Liga MX    | 34    | 0      |
| 2012/2013 | Chivas de Guadalajara       | Meksyk | Liga MX    | 0     | 0      |
| 2012/2013 | Querétaro FC                | Meksyk | Liga MX    | 0     | 0      |
| 2013/2014 | Querétaro FC                | Meksyk | Liga MX    | 0     | 0      |
| 2013/2014 | Delfines del Carmen         | Meksyk | Ascenso MX | 14    | 0      |
| 2014/2015 | Deportivo Toluca            | Meksyk | Liga MX    | 1     | 0      |
| 2015/2016 | Deportivo Toluca            | Meksyk | Liga MX    | 2     | 0      |
| 2016/2017 | Chiapas FC                  | Meksyk | Liga MX    |       |        |

## Kariera reprezentacyjna
W 2009 roku Sánchez został powołany przez szkoleniowca Juana Carlosa Cháveza do reprezentacji Meksyku U-20 na Mistrzostwa Ameryki Północnej U-20. Na turnieju rozgrywanym na Trynidadzie i Tobago rozegrał jeden z trzech możliwych meczów, zaś jego kadra spisała się znacząco poniżej oczekiwań – z bilansem remisu i dwóch porażek zajęła ostatnie miejsce w grupie i nie zdołała się zakwalifikować na organizowane kilka miesięcy później Mistrzostwa Świata U-20 w Egipcie.
W 2012 roku Sánchez znalazł się w ogłoszonym przez Luisa Fernando Tenę składzie reprezentacji Meksyku U-23 na północnoamerykański turniej kwalifikacyjny do Igrzysk Olimpijskich w Londynie. Tam wystąpił w czterech z pięciu spotkań (przepuszczając w nich dwa gole) jako podstawowym golkiperem drużyny, natomiast Meksykanie wygrali turniej, pokonując w finale po dogrywce Honduras (2:1). Miesiąc później wziął udział w prestiżowym towarzyskim Turniej w Tulonie, gdzie początkowo był podstawowym zawodnikiem, lecz po jego dwóch nieudanych występach w bramce drużyny zastąpił go José Antonio Rodríguez i bronił w trzech decydujących spotkaniach, w tym w finale z Turcją (3:0), po którym Meksykanie triumfowali w rozgrywkach.
W 2011 roku Sánchez został powołany przez Luisa Fernando Tenę do rezerwowej reprezentacji startującej pod szyldem dorosłej kadry w turnieju Copa América. Pozostawał wówczas rezerwowym dla Luisa Michela i ani razu nie pojawił się na argentyńskich boiskach, natomiast Meksykanie z kompletem trzech porażek zakończyli swój udział w rozgrywkach już w fazie grupowej.